# Buzz-Off
Buzz-Off è un personaggio immaginario creato nel 1981 da Mattel per  la linea di giocattoli dei Masters of the universe (accorciato spesso in M.O.T.U., in italiano "i dominatori dell'universo").

## Serie del 1983
Buzz-Off fu introdotto nella linea di giocattoli dei Masters nel 1984 ed è apparso soltanto in quattro episodi della serie animata. Le sue apparizioni (così come quelle degli altri personaggi introdotti in seguito) in realtà erano legate più ad una eventuale promozione dell'action figure. Si tratta di un uomo-ape, che si unisce alla lotta degli eroici guerrieri, quando il suo popolo viene attaccato da Skeletor. In un altro episodio collabora con Mekaneck, considerando la naturale predisposizione di entrambi i personaggi allo spionaggio.

## Serie del 2002
Nella serie del 2002 il personaggio di Buzz-Off ha una personalità più definita ed un ruolo maggiore all'interno della serie, oltre che un nuovo design  che lo fa apparire più simile ad un insetto. Buzz-Off è il leader degli Andreenids, una razza di uomini-ape, potentissimi e con uno spiccato senso dell'indipendenza, al punto di rifiutare qualsiasi alleanza. Lo stesso Buzz-Off è dipinto come un personaggio diffidente e sospettoso. Il suo popolo produce una sostanza chiamata "ambrosia", in grado di rendere potentissimi, e bramata da Skeletor. Skeletor tenta di approfittare degli Andreenids, ingannandoli e facendoli ingaggiare una guerra contro gli uomini-uccello, guidati da Stratos. Resosi conto dell'inganno Buzz-Off finirà per allearsi con He-Man.
Si nutre di miele